# Linea Verde (Cipro)

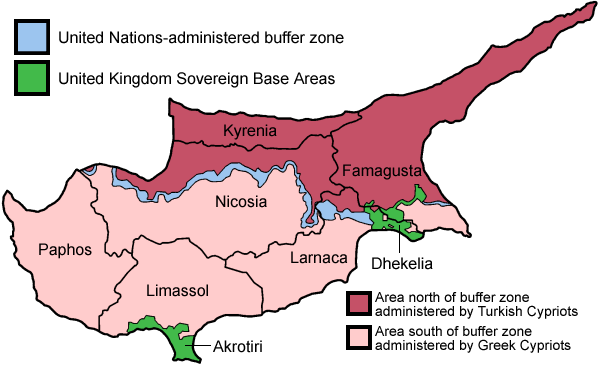
Suddivisione di Cipro dal 1974

Con Linea Verde di Cipro (in inglese Green Line; in greco Πράσινη Γραμμή, Prásini Grammí; in turco Yeşil Hat) si denomina comunemente l'area demilitarizzata istituita dall'ONU nel 1974 lungo la linea del cessate il fuoco che si stabilì dopo l'intervento militare nell'isola da parte dell'esercito turco. L'area si estende lungo 180 km, occupa una superficie di circa 350 km² e, congiuntamente alla base inglese di Dhekelia, divide l'isola di Cipro in una parte meridionale a maggioranza greco-cipriota ed una settentrionale a maggioranza turco-cipriota, attraversando la stessa capitale Nicosia.
Il termine ha origine dalla linea che nel 1964 il generale Peter Young, comandante delle forze britanniche sull'isola, disegnò (con una matita verde) sulla mappa di Nicosia allo scopo di separare i quartieri greci e turchi della capitale, dopo i gravi scontri che si ebbero quell'anno tra le due comunità.

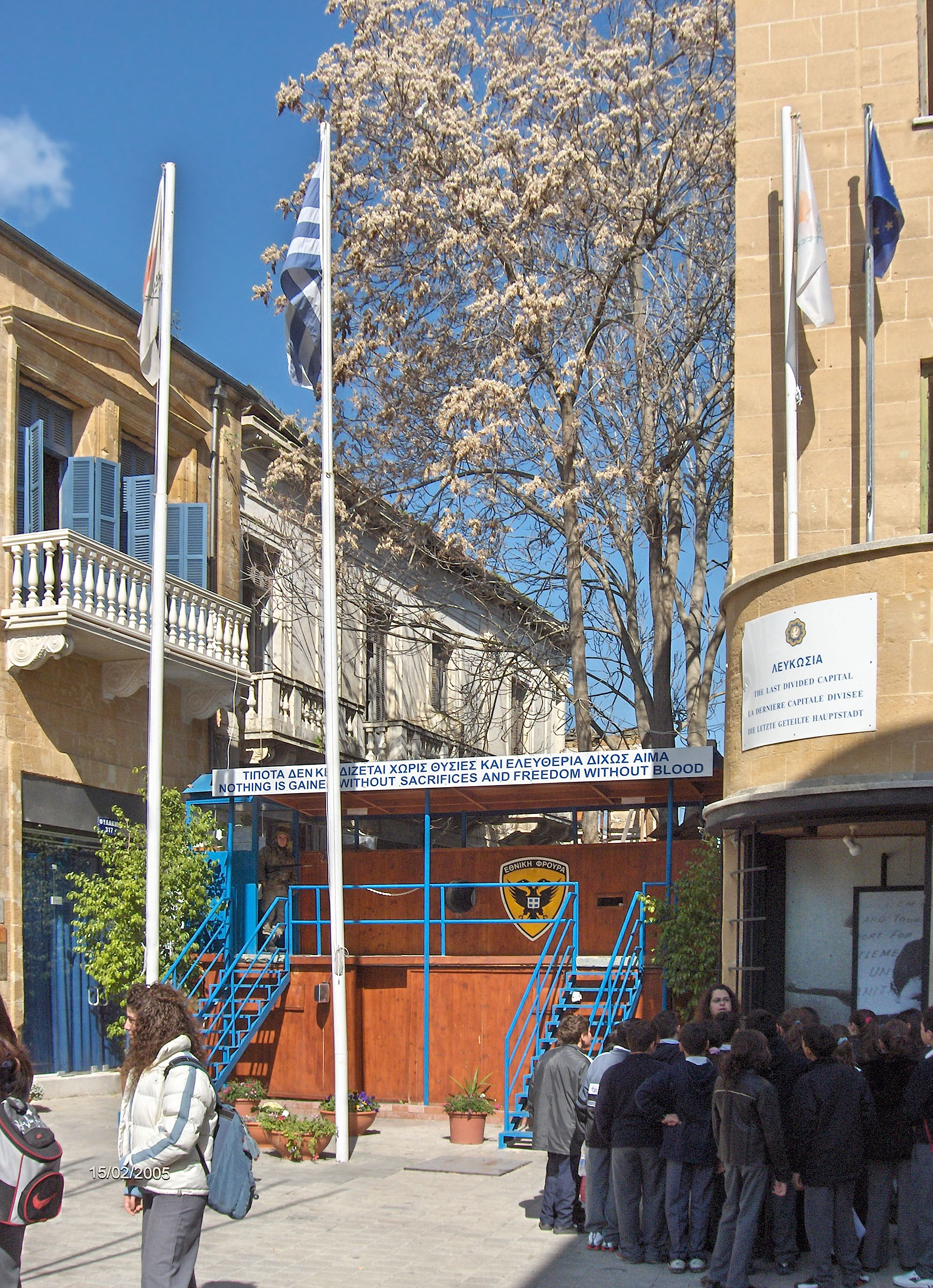
Via Ledra nel 2005

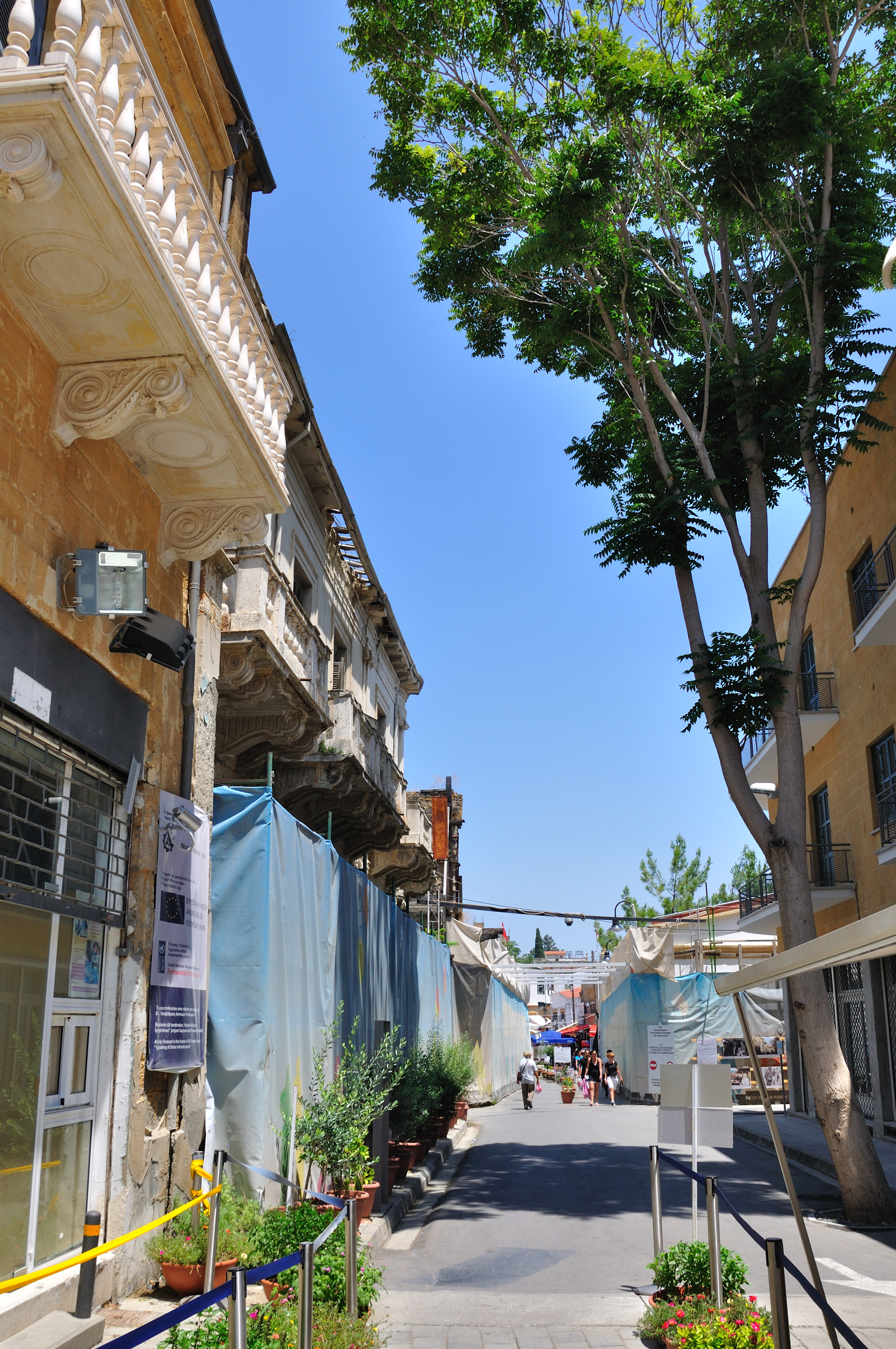
Via Ledra nel 2010

## L'area demilitarizzata
Responsabili del mantenimento del cessate il fuoco all'interno della linea Verde sono i militari della UNFICYP.
A tale scopo sono stati definiti tre differenti settori, presidiati da più o meno 200 militari ciascuno:
- il settore occidentale circonda l'enclave turco-cipriota di Kokkina e arriva a Mammari, poco ad ovest di Nicosia, per una lunghezza complessiva di circa 90 km. Dal 1993 è sotto la responsabilità del contingente argentino;
- il secondo settore comprende l'area attorno alla capitale (30 km) e dal 1993 è sotto la responsabilità del contingente britannico;
- l'ultimo settore (65 km intramezzati dalla base inglese di Dhekelia) arriva sino alla costa orientale dell'isola, poco a sud della città di Famagosta. È sotto la responsabilità dei contingenti slovacco e ungherese.

All'interno della zona sono presenti alcuni centri abitati (tra i quali Athīenou e Pyla), per una popolazione complessiva tra residenti e lavoratori di circa 10.000 persone.

## Passaggi
Dall'aprile del 2003 è possibile attraversare la linea verde e spostarsi tra le due regioni. Nel 2008 è stato aperto il primo passaggio all'interno del centro storico della capitale (via Ledra).

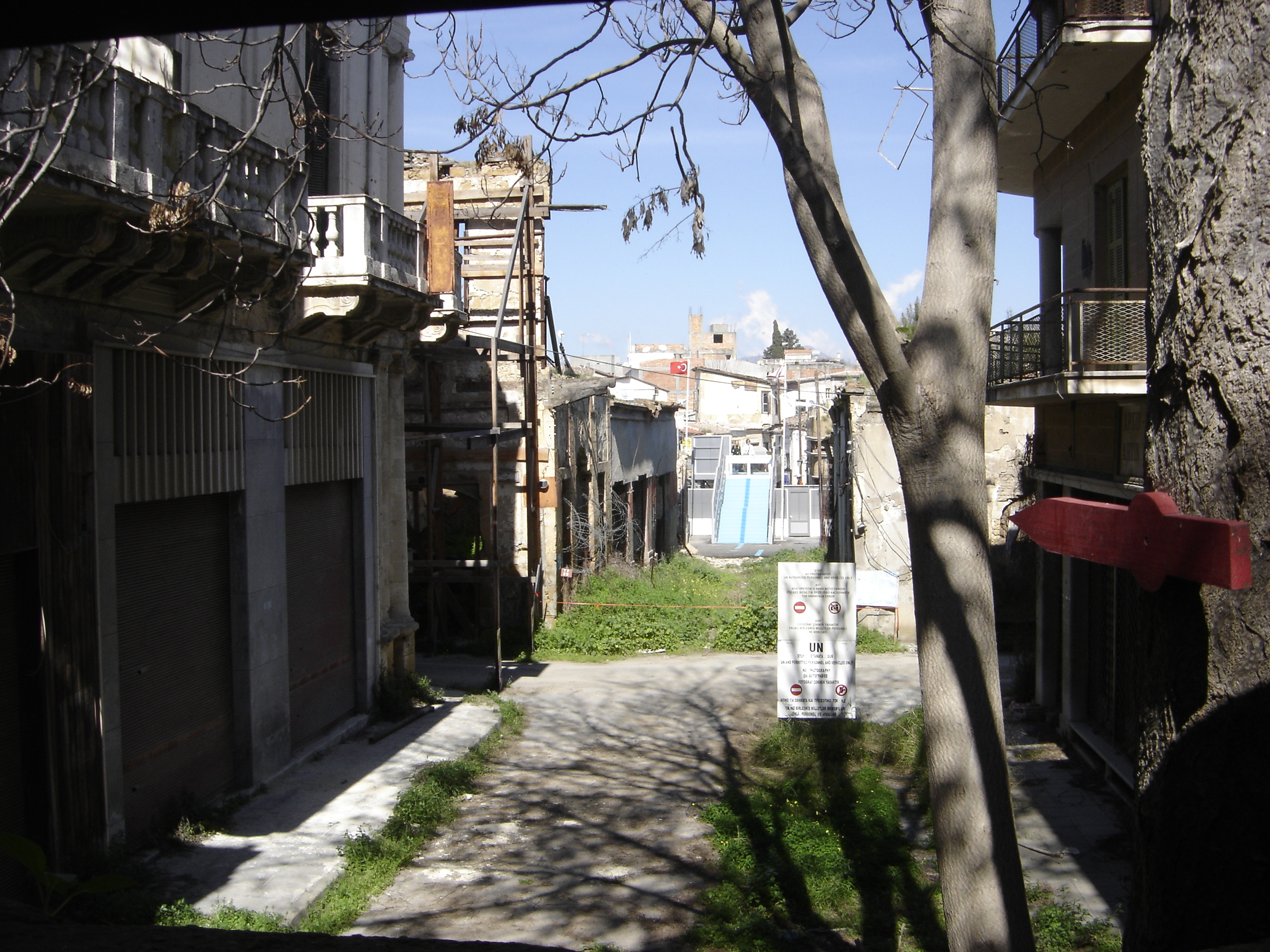
Terra nullius

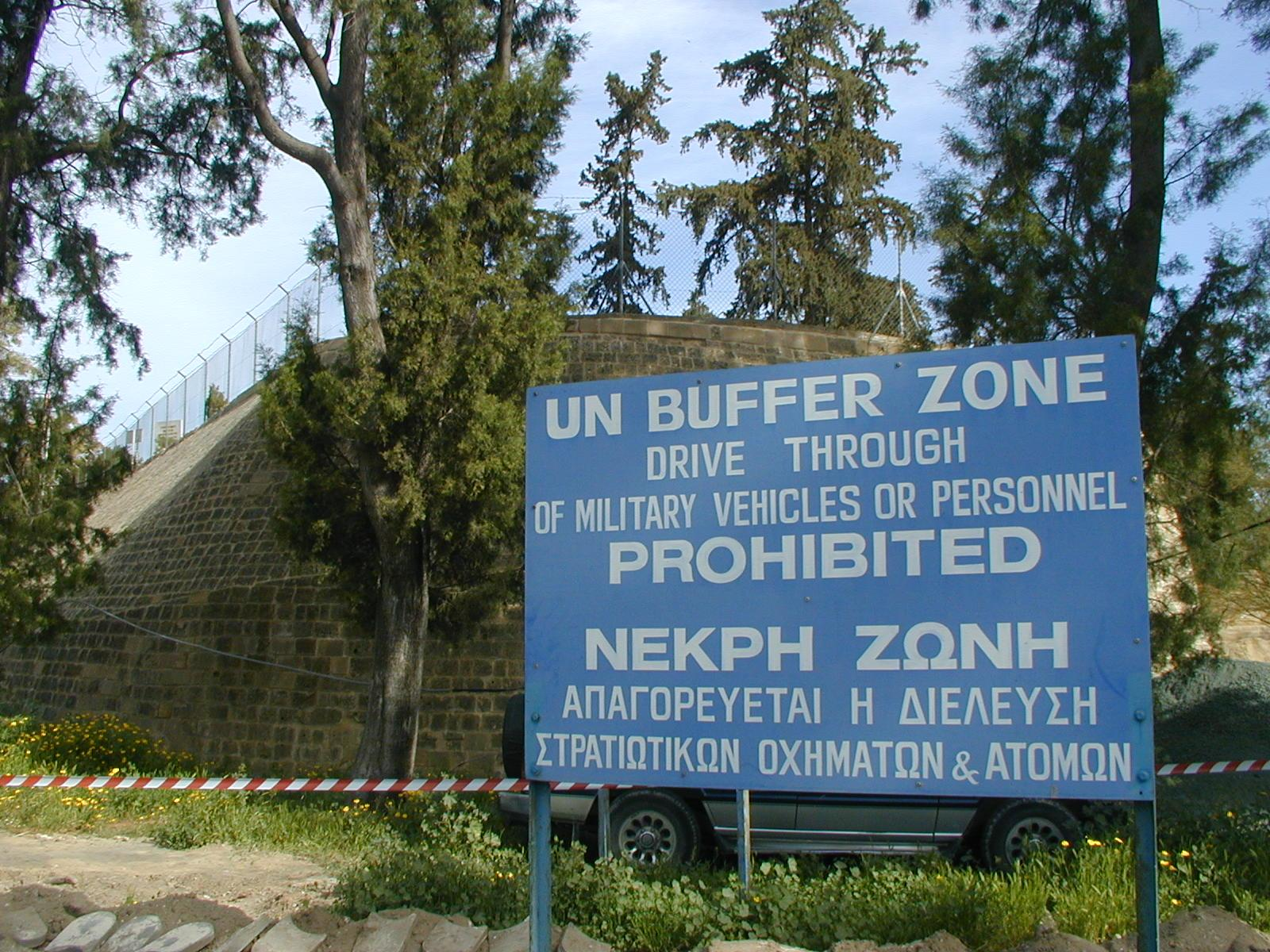
Zona cuscinetto (Buffer Zone) nei pressi del Ledra Palace di Nicosia

| Ingresso nella Repubblica di Cipro | Ingresso nella Repubblica Turca di Cipro | Data apertura   | Restrizioni                             |
| ---------------------------------- | ---------------------------------------- | --------------- | --------------------------------------- |
| Ledra Palace                       | Ledra Palace                             | 23 aprile 2003  | Pedonale (e auto del corpo diplomatico) |
| Pyla (Πύλα)                        | Pergamo (Beyarmudu)                      | 23 aprile 2003  |                                         |
| Agios Nikolaos (Άγιος Νικόλαος)    | Strovilia (Akyar)                        | 26 aprile 2003  |                                         |
| Agios Dometios (Άγιος Δομέτιος)    | Metehan                                  | 10 maggio 2003  | Automobilistico e pedonale              |
| Astromeritis (Αστρομερίτης)        | Zodeia (Bostancı)                        | 31 agosto 2005  | Automobilistico                         |
| Via Ledra (οδός Λήδρας)            | Via Ledra (Lokmaci Caddesi)              | 3 aprile 2008   | Pedonale                                |
| Limnitis (Λιμνίτης)                | Limnitis (Yeşilırmak)                    | 14 ottobre 2010 |                                         |

## Incidenti e attivismo
Ogni anno, secondo i rapporti delle forze dell'UNFICYP, all'interno dell'area demilitarizzata avvengono circa un migliaio di incidenti, da semplici provocazioni verbali a veri e propri colpi di artiglieria.
Gli incidenti più gravi all'interno della linea verde sono avvenuti nell'estate del 1996 nel distretto di Famagosta nei pressi di Dherynia. L'11 agosto, alcune migliaia di motociclisti avrebbero dovuto attraversare la Linea verde da sud a nord. Estremisti nazionalisti dei Lupi Grigi, a cui si aggiunsero un certo numero di civili, bastonarono a morte uno dei manifestanti, Tassos Isaac (con la complicità di poliziotti nord-ciprioti). Circa 80 tra turchi ciprioti, greci ciprioti e personale dell'UNFICYP rimasero feriti negli scontri.
Tre giorni dopo, un'altra manifestazione eruppe dopo il funerale di Isaac. Alcune centinaia di greci ciprioti attraversarono la linea del cessate il fuoco, entrando nella zona cuscinetto.  Solomos Solomou, cugino della prima vittima, fu colpito e ucciso da colpi di fucile sparati da membri dell'esercito turco mentre cercava di rimuovere una bandiera da una postazione militare. Di entrambi gli episodi esistono filmati e fotografie che permisero alle autorità cipriote di individuare i responsabili delle uccisioni. Gigantografie degli avvenimenti sono esposte presso il checkpoint greco-cipriota di Ledra Palace.
Tra il 2011 e il 2012 la zona nei pressi del passaggio di via Ledra è stata a lungo occupata da un gruppo di attivisti, in polemica con lo stato di stallo nelle trattative per la risoluzione del problema cipriota.